# Margot Boch
Margot Boch, né le 13 juin 1999 à Mâcot-la-Plagne, est une pilote de bobsleigh française, 5ème des championnats du monde 2023 à Saint Moritz, évoluant au sein du club CBLS La Plagne. Elle fait partie de l'armée des champions

## Biographie
Margot Boch pratique d'abord la gymnastique à l’UG d’Aix-les-Bains et la luge en simple à partir de 14 ans au club de La Plagne équipé de la seule piste de France. En 2016, elle participe aux JOJ d'hiver avec une 17e place ; elle sera classée 37e aux championnats du monde juniors 2018.
Fille de Laurent Boch, président du club de bobsleigh de La Plagne, elle choisit cette discipline en septembre 2018 lorsqu'elle est âgée de 18 ans ; en début d'année, la fédération française avait rejeté sa participation en luge pour les Jeux olympiques de Pyeongchang. Elle va s'associer en bob à deux à Carla Sénéchal, athlète licencié à l'EA Chambéry plutôt spécialiste du 100 mètres et 200 m, comme pousseuse. La famille de Margot finance le bobsleigh engin estimé à 50 000 euros,. En octobre 2018, elles participent à leur première compétition sur le circuit européen avec une 14e place à Königssee (Allemagne). Elle commence également le pilotage en monobob au cours de l’hiver 2018-2019.
En janvier 2019 à Sigulda (Lettonie), le duo est devenue vice-championne d’Europe U23 derrière les russes Lubov Chernykh et Yulia Belomestnykh (en). Au début de la saison 2019-2020, elle monte sur plusieurs podium en monobob (2e à Lillehammer) ou bob à deux (2e à Lillehammer et Königssee). Lors des championnats juniors à Winterberg, elles finissent 8e à une seconde des allemandes Kim Kalicki et Kira Lipperheide.
Aux championnats d'Europe en janvier 2021, elle est associée à la pisteuse Sandie Clair comme pousseuse et le duo termine sixième. Associée à Madison Stringer, elle est sacrée championne du monde moins de 23 ans à Saint-Moritz. En février 2021, le duo Boch/Sénéchal participe pour la première fois aux championnats du monde avec une 15e place.
Pour la saison 2021-2022, elle enregistre plusieurs succès en monobob avec une 3e place à Winterberg puis une 3e place à Innsbruck suivi d'une victoire le 7 janvier 2022 lors de la deuxième course d'Innsbruck,. Elle enchaîne le lendemain avec une deuxième place avec Clair en bob à deux.
Elle parvient à décrocher sa qualification aux Jeux olympiques d'hiver de Pékin en étant classée comme 23e meilleure pilote.
Lors de la saison  2022-2023, Margot Boch enchaîne plusieurs victoires en coupe d’Europe en monobob et en bob à 2. En janvier le duo Boch/Sénéchal termine 5e des championnats du monde à Saint Moritz. En février le duo Boch/Solitude devient championne d’Europe Junior.
Pour la saison 2023-2024, elle termine 8e en bob à 2 et en monobob lors de la coupe du monde de la Plagne. Le duo Boch/Solitude fini à la 4e place lors de la coupe du monde de Saint Moritz. En février, Margot termine 10e des championnats du monde de monobob à Winterberg.

## Palmarès

### Championnats du monde de bobsleigh
- Meilleur résultat : 5e en 2023 : bob à deux avec Carla Sénéchal.

### Coupe du monde de bobsleigh
- 2019-2020
  - Bob à 2 : 19e (meilleure place : 6e à La Plagne)
- 2020-2021
  - Monobob : 34e (meilleure place : 8e à St. Moritz)
  - Bob à 2 : 11e (meilleure place : 5e à Sigulda)
- 2021-2022
  - Monobob : 25e (meilleure place : 1e à Innsbruck)
  - Bob à 2 : 23e (meilleure place : 13e à Innsbruck )

#### Détails des victoires en Coupe du monde /World Series
| Édition                | Piste        | Total   |
| World Series 2021-2022 | Innsbruck IV | 1:52.17 |